# Stemma di Trinidad e Tobago
Lo stemma di Trinidad e Tobago (Coat of arms of Trinidad and Tobago in inglese) è lo  stemma nazionale dello Stato insulare omonimo dell'America centrale.
È stato creato nel 1962 da un comitato, formato da Carlisle Chang e George Bailey, istituito per selezionare i simboli che rappresentano il popolo di Trinidad e Tobago.

## Descrizione
La base dello stemma è formata dal mare, su cui è poggiato uno striscione con su scritto il motto del Paese Together we aspire, together we achieve, e da due isole che fungono da piedistalli per un ibis scarlatto, simbolo di Trinidad, a sinistra, e un chachalaca, simbolo di Tobago, a destra. Notare anche che il chachalaca sta in piedi su un'isola piatta, ma l'ibis scarlatto sta in piedi su un'isola con tre cime, simili a quelle sullo stemma della Slovenia. Queste tre cime, localizzate sull'isola di Trinidad, furono viste da Cristoforo Colombo, e sono probabilmente all'origine del nome Trinidad ("Trinità" in spagnolo).
I due uccelli, con una zampa, reggono uno scudo, diviso in due parti da una riga bianca: nella parte superiore, di colore nero, sono presenti due colibrì dorati, rivolti uno verso l'altro, e, nella parte inferiore, di colore rosso, sono presenti le tre caravelle di Cristoforo Colombo disposte a 
triangolo.
Sopra lo scudo è posto un elmo, anch'esso dorato, dotato di ornamenti esteriori bianchi e rossi. 
Sulla sommità di quest'ultimo si ergono una piccola palma e, davanti ad essa, un timone dello stesso colore dell'elmo.

## Stemmi storici

Stemma in uso dal 1889 al 1958
Stemma in uso dal 1958 al 1962
Stemma in uso dal 1962 al 2025